# ریچارد کارپنتر (نوازنده)
ریچارد کارپنتر (انگلیسی: Richard Carpenter؛ زادهٔ ۱۵ اکتبر ۱۹۴۶) یک موسیقی‌دان اهل ایالات متحده آمریکا است. وی از سال ۱۹۶۵ میلادی تاکنون مشغول فعالیت بوده‌است.